# 白旗寨满族乡
白旗寨满族乡是中华人民共和国辽宁省铁岭市铁岭县下辖的一个民族乡。

## 行政区划
白旗寨满族乡下辖以下村级行政区划单位：
夹河厂村、孤家子村、阿达伙洛村、通洲伙洛村、山城沟村、大河西村、白旗寨村、哈尔边村和腰寨子村。